# Roche felsique

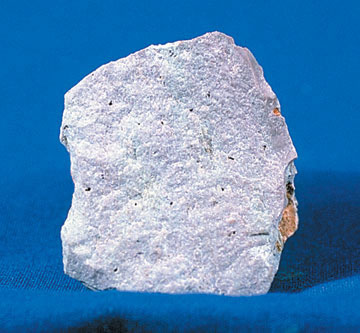
Échantillons de rhyolite, une roche felsique.

Les roches felsiques sont des roches magmatiques silicatées enrichies en éléments tels que le silicium, l'oxygène, l'aluminium, le sodium et le potassium. Elles contiennent du quartz, de la muscovite, de l'orthose et du feldspath sodique. Les roches felsiques les plus communes sont les granites. Leur appellation est issue de la combinaison entre « feldspath » et « silice ».
| Texture de roche             | Nom de la roche ignée     |
| ---------------------------- | ------------------------- |
| Pegmatitique                 | Pegmatite granitique      |
| Gros grains (phanéritique)   | Granite                   |
| Gros grains et porphyritique | Granite porphyritique     |
| Grains fins (aphanitique)    | Rhyolite                  |
| Grains fins et porphyritique | Rhyolite porphyritique    |
| Pyroclastique                | Tuf rhyolitique ou brèche |
| Vestibulaire                 | Ponce                     |
| Vitreuse                     | Obsidienne ou porcelanite |